# Arcoa gonavensis
Arcoa gonavensis är en ärtväxtart som beskrevs av Ignatz Urban. Arcoa gonavensis ingår som enda art i släktet Arcoa och familjen ärtväxter. Inga underarter finns listade i Catalogue of Life.